# Lewis and Clark County
Lewis and Clark County är ett administrativt område i delstaten Montana, USA, med 63 395 invånare. Den administrativa huvudorten (county seat) är Helena.

## Geografi
Enligt United States Census Bureau så har countyt en total area på 9 060 km². 9 064 km² av den arean är land och 96 km² är vatten. 

### Angränsande countyn
- Teton County - nord
- Cascade County - öst
- Meagher County - öst
- Broadwater County - sydost
- Jefferson County - syd
- Powell County - väst
- Flathead County - nordväst